# Улица Николая Островского (Астрахань)

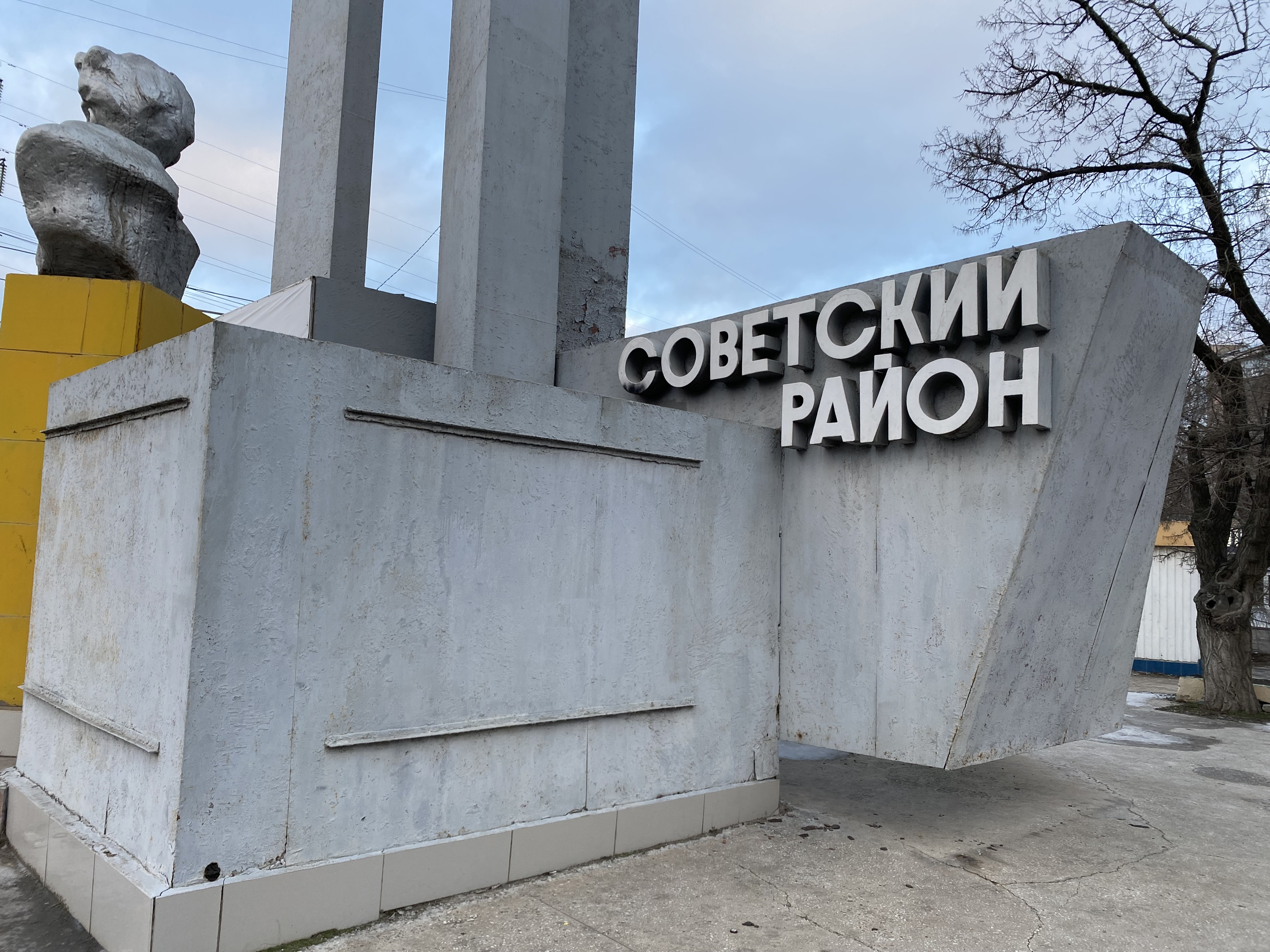
Стела Советского района

У́лица Никола́я Остро́вского (разг.«Николашка»)— одна из самых длинных улиц Астрахани, пересекает территорию Советского района города. Начинается от Трудовой улицы в районе малоэтажной застройки и к северу от овеянного городскими легендами советского долгостроя пожарной части, названного местными жителями "Долиной Кентавра" из-за соответствующего граффити, к западу от Автогородка и идёт с юго-запада на северо-восток, пересекает улицы Дёминского, Якутскую, Магаданскую и Пороховую. Далее меняет направление и идёт с запада на восток, пересекая улицы Генерала Армии Епишева, Боевую, Волжскую и Бэра, Сызранский переулок, улицы Кирова и Кубанскую, проезд Николая Островского, проезд Воробьёва, улицу Короленко, улицы Звёздную, Магнитогорскую и Юго-Восточный проезд (таким образом, она проходит рядом с микрорайоном Юго-Восток-2, и проходит по северной границе микрорайона Юго-Восток-3) и заканчивается у безымянного моста через Кутум у границы с Кировского района города у створа улиц Красной Набережной и Студенческой.
Имеет статус магистральной улицы общегородского значения, регулируемого движения первого класса.
В застройке улицы встречаются здания разных периодов — дореволюционного, сталинского, хрущёвского и постсоветского, в том числе памятники архитектуры. Новостройка в жилом комплексе Островский, в данный момент строится на пересечении проезда Николая Островского

На перекрестке с улицией Боевая (остановка Жилгородок), установлен бюст Николаю Островскому у стелы Советского района Астрахани. 

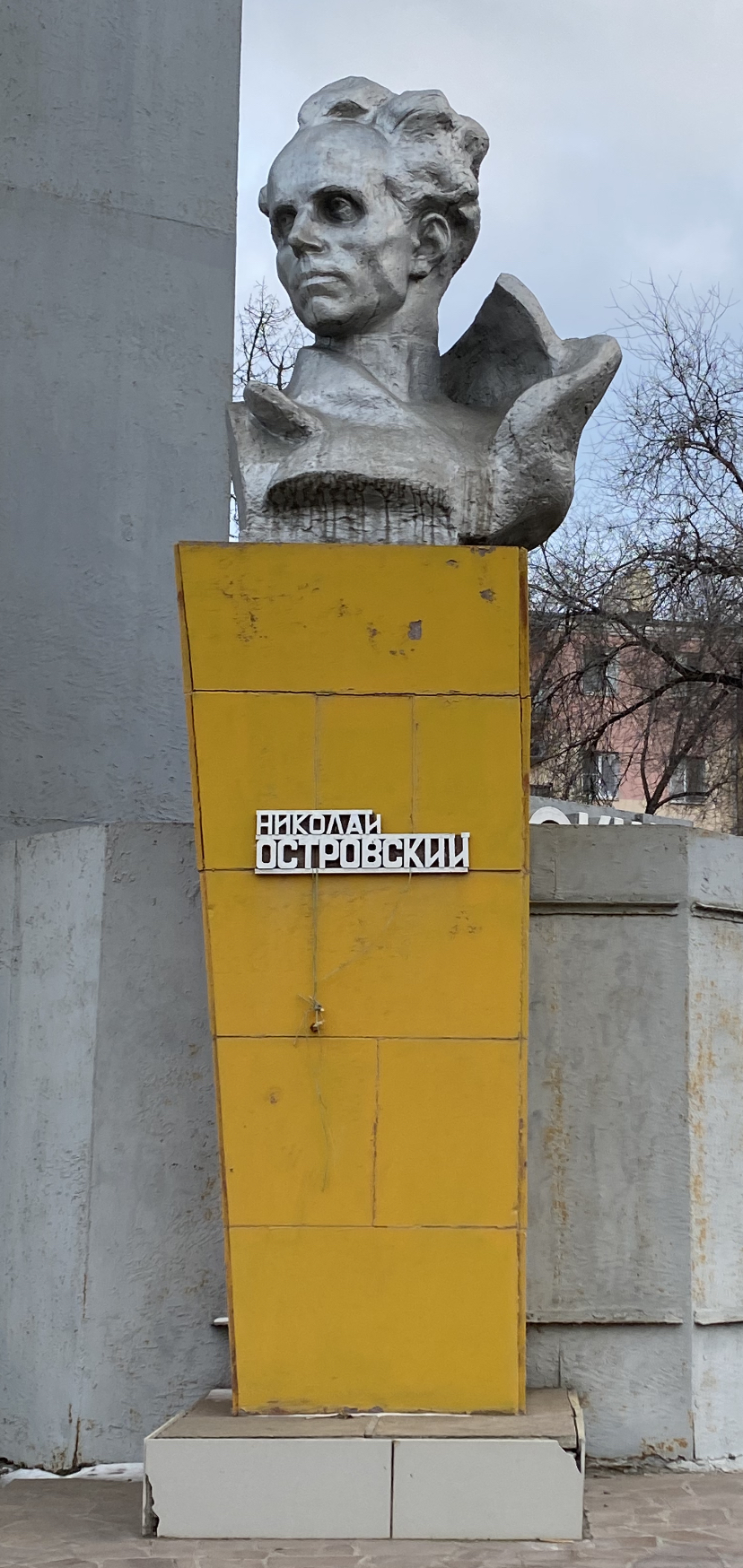
бюст Николаю Островскому

## Объекты инфраструктуры
- СЗК «Звёздный» ул.Н. Островского, 147;
- Водный центр «Звёздный» ул. Н. Островского, 147 к2;
- Рынок «Юго-Восток» ул.Н. Островского, 160в;
- Храм Святого Благоверного Князя Александра Невского ул.Н. Островского, 160а;
- Частный детский сад «Мир детства» ул. Н. Островского, 162 к2;
- Детский сад № 132 «Кузнечик» ул. Н. Островского, 152 к2;
- Храм преподобного Сергия Радонежского ул. Н. Островского, 150 к1;
- АЗС ЛУКОЙЛ №30674 ул. Н. Островского, 135;
- Парк «Планета» ул. Н. Островского, 146(временно закрыт);
- Гипермаркет «Лента» ул.Н. Островского, 146а;
- Управление Федеральной службы по надзору в сфере защиты прав потребителей и благополучия человека по Астраханской области(Роспотребнадзор) ул. Н. Островского, 138;
- Специализированная пожарно-спасательная часть ФПС по Астраханской области ул. Н. Островского, 136а;
- Областная детская клиническая больница им. Н.Н. Силищевой ул. Н. Островского, 119;
- Торговый центр «Яркий» ул.Н. Островского, 119/8;
- Управление Федерального казначейства по Астраханской области отдел №13 ул. Н. Островского, 130а
- Деловой центр «Золотая Подкова» ул. Н. Островского, 130 лит А;
- Торговый центр «ОСТРОВский» ул. Н. Островского, 128;
- ОРТО Астраханский филиал ул. Н. Островского, 126;
- Бизнес-центр «Глобал» ул. Н. Островского, 124;
- Астраханский базовый медицинский колледж ул. Н. Островского, 111;
- Центр гигиены и эпидемиологии Астраханской области ул. Н. Островского, 122;
- Детский сад № 11 ул. Н. Островского, 63а;
- Детский сад № 108 «Ивушка» ул. Н. Островского, 126;
- Детский сад № 104 ул. Н. Островского, 7;

## История
До революции улица называлась Степной, 30 декабря 1920 года постановлением Пленума Астраханского Горсовета была переименована в Сызранскую. В 1965 году получила своё современное название в честь советского писателя Николая Алексеевича Островского.

## Застройка
- дом 44/8 —  памятник архитектуры Корпуса «пороховых погребов» инженерного ведомства (комплекс зданий пороховых складов, конец XVIII — начало XIX вв.)